# Prezidentské volby v Rusku 2004
Prezidentské volby v Rusku se uskutečnily 14. března 2004. Šlo o čtvrté prezidentské volby prezidentské volby v Rusku od rozpadu Sovětského svazu. Utkalo se v nich celkem šest kandidátů. Volby vyhrál již v prvním kole dosavadní prezident Vladimir Putin, jenž získal 71,9 % hlasů, což odpovídalo podpoře 49 558 328 voličů.

## Situace před volbami
V prosinci 2003 proběhly v Rusku volby do Státní dumy. V nich drtivě zvítězila se ziskem téměř 38 procent prokremelská strana Jednotné Rusko. Vladimir Putin, který byl v té době už potvrzeným kandidátem na prezidenta, tak získal podporu velké části ruského parlamentu. Ačkoliv oproti minulým parlamentním volbám ztratila 61 mandátů, byly volby potvrzením pozice druhého místa pro Komunistickou stranu Ruské federace. Úspěch zaznamenala také Liberálně-demokratická strana Ruska (LDPR) Vladimira Žirinovského. Naopak neúspěchem tyto volby byly pro pravicové strany, které Putina během jeho prvního funkčního období kritizovaly.
Pravicové liberální strany se tak snažily postavit kandidáta, který by měl šanci u velkoměstských voličů a mohl se stát konkurentem pro téměř jisté vítězství dosavadního prezidenta. Takovou kandidátkou se v lednu 2014 stala členka Svazu pravicových sil a Putinova kritička Irina Chakamadová. Pro vlastního kandidáta se rozhodli i komunisté a liberální demokraté.

## Kandidáti

### Vladimir Putin
Dosavadní ruský prezident se po čtyřech letech rozhodl svou funkci obhájit. Na sjezdu 24. prosince 2003 ho podpořila vládní strana Jednotné Rusko.
Náš kandidát pro prezidentské volby je už znám. Je to prezident Vladimir Vladimirovič Putin. Naší povinností je zajistit jeho přesvědčivé vítězství - Boris Gryzlov, tehdejší ministr vnitra
Putin byl prezidentem Ruska od roku 2000, kdy nahradil Borise Jelcina. Už během prvního funkčního období byl kritizován za likvidaci svobodného mediálního trhu v zemi a další autoritářské rysy jeho vlády. Ačkoliv mu to bylo nabídnuto a byl podpořen stranou Jednotné Rusko, být jejím stranickým kandidátem odmítl.

### Sergej Mironov
Sergej Michajlovič Mironov byl v této době předsedou Rady federace. Svou kandidaturu oznámil 28. prosince. Obecně byl považován za kandidáta loajálního Kremlu a už během své kampaně otevřeně podpořil kandidaturu Vladimira Putina.

### Oleg Malyškin
Oleg Malyškin se stal kandidátem Liberálně-demokratická strana Ruska. Byl bodyguardem šéfa strany Vladimira Žirinovského a bývalým boxerem. Zajímavostí je, že o něm přímo předseda LDPR prohlásil, že "mu to nemyslí". Následně ho ale do prezidentského klání podpořil a přirovnal ho k Lechu Wałęsovi.

### Sergej Glazjev
Sergej Glazjev se stal nominantem nacionalistické strany Vlast, která v prosincových volbách uspěla ve volbách do Státní dumy. V této době Glazjev vedl společně s Dmitrijem Rogozinem. Mezi oběma muži však v této době probíhal konflikt o směřování strany, což mohlo být také jednou z příčin jeho neúspěchu.

### Nikolaj Charitonov
Nikolaj Charitonov byl jako kandidát Komunistické strany Ruské federace navrhnut 28. prosince. Za Sovětského svazu byl plukovníkem KGB.

### Irina Chakamadová
Jedinou kandidátkou otevřeně zastávající liberální pravicové názory a kritizující dosavadního prezidenta byla Irina Chakamadová. Kandidátkou se stala v lednu 2004.

### Kandidatura Ivana Rybkina
Kandidátem na prezidenta se chtěl stát rovněž předseda Státní dumy z dob vlády Borise Jelcina a ostrý Putinův kritik Ivan Rybkin. Znám byl především pro ostrou kritiku konfliktu v Čečensku, díky němuž se podle jeho slov Putin dostal v roce 2000 k moci. V únoru byla jeho kandidatura schválena. Ve stejné době se ale tento prezidentský kandidát ztratil. Policie zahájila vyšetřování a kandidátova žena uvedla, že jde podle ní o připravený únos. Sám Rybkin se pak 13. února ohlásil z tiskové konference v Londýně, kde uvedl, že byl unesen během návštěvy Kyjeva, kam si jel odpočinout od předvolebního shonu. 5. března Rybkin svou kandidaturu bez vysvětlení stáhl.

## Předvolební kampaň
Kampaň probíhala prakticky nepřetržitě již od ukončení prosincových parlamentních voleb. Vladimir Putin byl v té době prezidentem, tudíž jeho kampaň byla vedena zejména formou mediální propagace, zejména prostřednictvím televizního vysílání, které bylo již plně oddané Kremlu. Ruská vláda se stala terčem kritiky Organizace pro bezpečnost a spolupráci v Evropě pro nerovnost podmínek propagace kandidátů ve veřejném prostoru. Kampaň také ovlivnily záhadné okolnosti zmizení Ivana Rybkina.

## Výsledky voleb
| Kandidát                | Fotografie | Politická strana    | Počet získaných hlasů | v %  |
| ----------------------- | ---------- | ------------------- | --------------------- | ---- |
| Vladimir Putin          |            | Nezávislý           | 49 558 328            | 71,9 |
| Nikolaj Charitonov      |            | KSRF                | 9 514 554             | 13,8 |
| Sergej Glazjev          |            | Nezávislý           | 2 850 610             | 4,1  |
| Irina Chakamadová       |            | Nezávislá           | 2 672 189             | 3,9  |
| Oleg Malyškin           |            | LDPR                | 1 405 326             | 2,0  |
| Sergej Mironov          |            | Ruská strana života | 524 332               | 0,8  |
| Pro žádného z kandidátů |            |                     | 2 397 140             | 3,5  |

## Průběh voleb
V těchto volbách poprvé v Rusku mohli využít tzv. digitálních uren, tedy systému, kdy se hlasy rovnou skenují do počítače. Na průběh voleb po celé zemi dohlíželo 300 000 policistů. Dosavadní prezident Vladimir Putin odvolil hned ráno se svou manželkou Ludmilou v Moskvě. Uvedl, že nechce hodnotit své soupeře, protože ho jeho trenéři naučili je respektovat.
Bylo zaznamenáno několik incidentů, které zpochybňují legitimitu voleb. Například zdravotní správa ve Voroněži vydala usnesení, že do tamní nemocnice smí být přijati pouze lidé s voličskými průkazy. Pozorovatelé se po volbách shodují na tom, že reálný Putinův výsledek je podstatně nižší, zhruba 46 %.
Atmosféru v Rusku po volbách popisuje ve své knize novinářka Anna Politkovská takto:
"Po druhém zvolení Vladimira Putina ruským prezidentem se v atmosféře našich měst a vesnic rozhostila smrtelná nuda – lidem z toho všeho bylo mdlo jako v dobách Sovětského svazu. Nějaký vztek vlastně nepociťovala ani strana poražená, jako by se lidi na všechno vykašlali a řekli: Ať to všechno jde do háje! 
Vladimir Putin byl do funkce prezidenta uveden inaugurací 7. května 2004, čímž zahájil své druhé funkční období.